# Francis Bourgeois

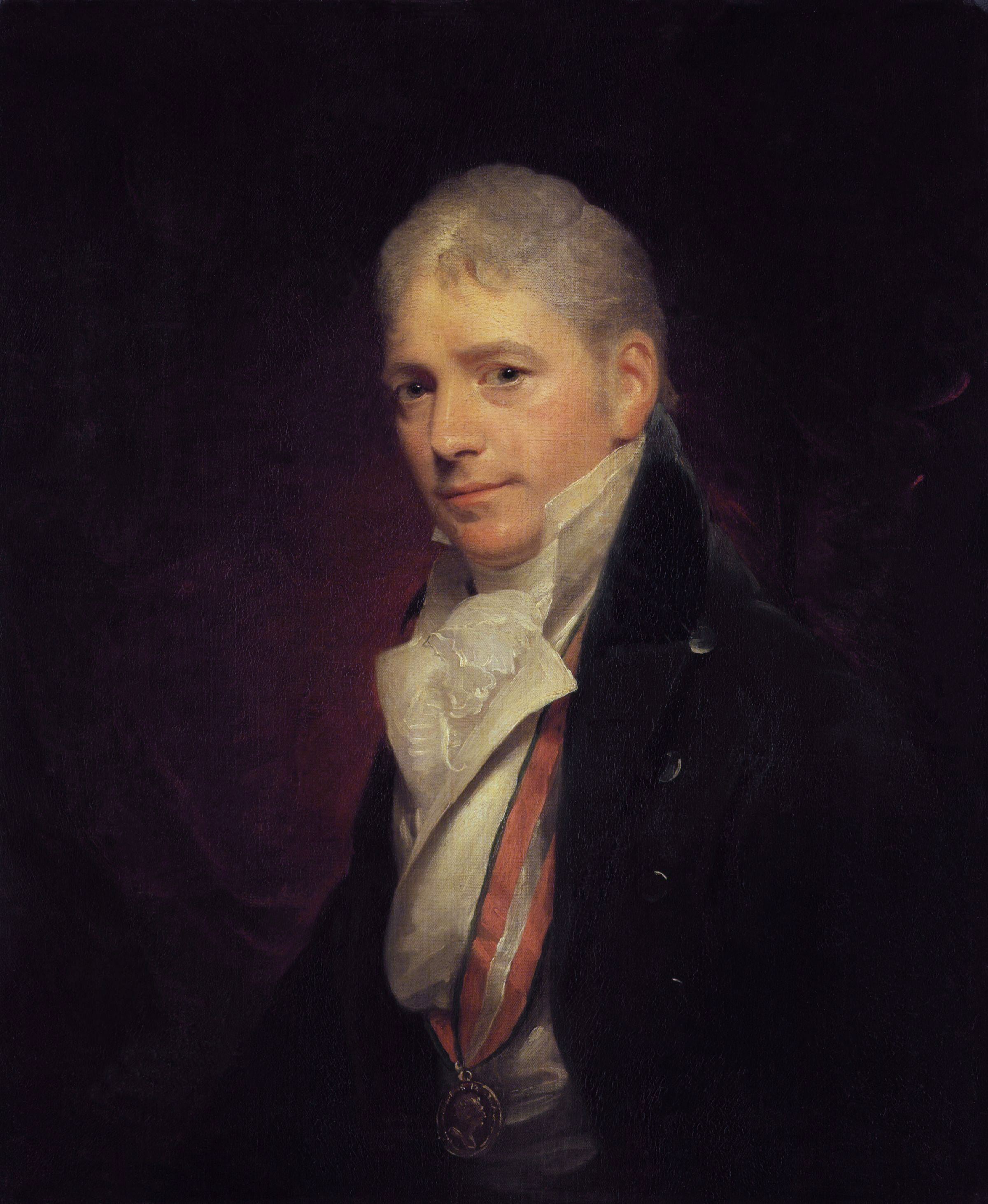
Sir Peter Francis Bourgeois, William Beechey (1753–1838)

Sir Peter Francis Lewis Bourgeois RA (Londres, noviembre de 1756-Londres, 8 de enero de 1811) fue un mecenas, pintor histórico y paisajista anglo-suizo, trabajó para las cortes de Jorge III del Reino Unido y Estanislao II Poniatowski junto con Noël Desenfans. Sus contribuciones ayudaron a fundar la Dulwich Picture Gallery.
Fue discípulo de Philip James de Loutherbourg.